# Maják na útesu Delfínů
Maják na útesu Delfínů je název české antologie sovětských vědeckofantastických povídek, kterou roku 1983 vydalo nakladatelství Albatros jako 157. svazek své sešitové edice Karavana. Výbor uspořádal Ivo Král, povídky přeložili Ivo Král a Jitka Šebková, knihu ilustroval Jan Rybák.

## Obsah knihy
Svazek obsahuje tyto povídky:
- Vladimir Valerjanovič Osinskij: Maják na útesu Delfínů (1975, Маяк на Дельфиньем), povídka vypráví o neznámém chlapci, který v sobě dokáže vzbudit tolik energie, že s její pomocí dokáže utišit rozbouřené moře.
- Kirill Bulyčov: Haló, je tam Nina? (1973, Можно попросить Нину?), vypravěč povídky se náhodně spojí telefonem s dívkou z minulosti.
- Valentina Nikolajevna Žuravlevová: Drzá žába (1966, Нахалка), povídka o dívce posedlé touhou realizovat nápady spisovatelů vědeckofantastické literatury.
- Kirill Bulyčov: Enfant terrible (1975, Трудный ребeнок), povídka o rodině, která vychovává dítě mimozemšťanů.
- Vladimír Valerjanovič Osinskij: Kosmická loď (1968, Космический корабль), povídka o chlapci, který si vysnil kosmickou loď a odletěl s ní.
- Jurij Gavrilovič Tupicyn: Východ slunce (1971, На восходе солнца), povídka o chlapci čekajícím na otce, který zahynul při kosmické havárii.
- Viktor Dmitrijevič Kolupajev: Ten největší dům (1974, Самый большой дом), příběh děvčátka narozeného v kosmu a vyslaného z posledních zdrojů energie havarované kosmické lodi jejími rodiči na Zem.
- Roman Grigorjevič Podolnyj: Poslední povídka o telepatii (1976, Последний рассказ о телепатии), povídka o přístroji na čtení myšlenek.
- Pavel Rafaelovič Amnuel: Poutník (1978, Странник), povídka o muži, který studiem vědeckých omylů a chyb hledá nový způsob cest ke hvězdám.
- Gennadij Samojlovič Gor: Modré oko Theokritovo (1968, Синее окно Феокрита), vyprávění o dvou mladých lidech, kteří se setkali díky vynálezu stroje času a jejich vzájemné lásce brání staletí, která oddělují jejich skutečný život.